# Недялка Сандалска
Недялка Стоева Сандалска-Генкова е българска юристка и бизнесдама.
Била е председател на Комитета по туризъм към Министерския съвет. Вицепрезидент е на Балканската федерация на сдруженията на туристическите агенции и на Българската асоциация на туристическите агенции (БАТА). Председател е на Комисията по международно сътрудничество, европейска интеграция и международни програми при УС на БАТА. Член е на Българската търговско-промишлена палата. Председател е на УС на „Бороспорт“ АД. Член е на българо-японския икономически съвет при БТПП.

## Биография
Сандалска е родена в семейството на Стою Сандалски в Пловдив на 19 юли 1948 г. Завършва Юридическия факултет на СУ „Климент Охридски“ през 1971 г. Доктор е по право. Работила е като съдия. 
Недялка Сандалска е вербувана от майор Ботьо Любенов Гелев през 1985 г. с псевдоним „Ели“ като агент на Второ главно управление на „Държавна сигурност“.
След промените от 1989 г. в България Сандалска става бизнесдама. Вицепрезидент е на „БиТи Дивелопмънт Сървисиз“ – управляващата компания на Bt Hotels Collection, която притежава хотел „Рила“ в Боровец, комплекс „Парадайз бийч“ до Свети Влас, хотелите „Гранд Хотел Варна“, „Долфин Марина“, „Долфин“, „Рубин“ и „Лебед“ в курорта Св. св. Константин и Елена, както и концесионера „Бороспорт“ на ски съоръженията в комплекса „Боровец“. Била е изпълнителен директор на „Балкантурист“ с ресор „Инвестиции и развитие на активите“, както и председател на съвета на директорите на „Балкантурист“.
Известно време е вицепрезидент на „Мултигруп“, както и член на съвета на директорите на MG Asset Management Company.
Според нея бизнесът трябва да е партньор на правителството, въпреки че не е удовлетворен от нивото на управление на Държавната агенция по туризъм. Счита, че трябва да се създаде държавен орган, който да има възможност да защитава интересите на туристическата индустрия в парламента. Поддържа тезата, че 22% ДДС ще погребе туризма в България.